# ナサニエル・ペッファー
ナサニエル・ペッファー (Nathaniel Peffer、中国名: 裴斐、1890年6月30日 - 1964年4月12日)は、アメリカの東アジア問題研究者である。
ペッファーはニューヨーク市に生まれ、シカゴ大学で教育をうけた。ニューヨーク・トリビューン紙の極東特派員となり、中国で25年間暮らした。その後、アメリカのいろいろな大学で極東についての講義を依頼されるようになり、1937年にはコロンビア大学の講師に就任した。彼は1939年には国際関係論の准教授となり、45年には正教授となった。ペッファーがコロンビア大学を退職したのは1958年である。

## 著作
- The white man's dilemma - climax of the age of imperialism, 1927
- China - the collapse of a civilization, 1930
- Must we fight in Asia?, 1935
- Japan and the Pacific. 1935
- The Far East, a modern history. Ann Arbor, University of Michigan Press, 1958